# Círculo de Escritores Cinematográficos
Pour les articles homonymes, voir CEC.
Le Círculo de Escritores Cinematográficos (CEC) est une  association espagnole à but non lucratif qui réunit des scénaristes et critiques de  cinéma avec l'objectif de créer, soutenir et diffuser des projets culturels liés aux différentes facettes du cinéma, en totale indépendance politique et idéologique.

## Description
L'association est fondée en 1945 par un collège de quinze membres. Elle est basée à Madrid, en Espagne.
Elle compte notamment parmi ses membres José Luis Garci et parmi ses membres d'honneur Ingmar Bergman, Federico Fellini et Cantinflas.

## Récompenses
L'association remet chaque année les Premios CEC, qui récompensent les meilleurs films, à l'exception des années 1985 à 1989, durant lesquelles la remise fut suspendue. La médaille a été conçue par l'artiste González de Ubieta.
Les catégories de prix sont :
- Film
- Réalisateur
- Acteur
- Actrice
- Acteur dans un second rôle
- Actrice dans un second rôle
- Photographie
- Décors
- Musique
- Scénario original
- Scénario adapté
- Œuvre journalistique (parfois lié avec le prix Œuvre littéraire)
- Œuvre littéraire (parfois lié avec le prix Œuvre journalistique)
- Révélation (depuis 1947)
- Montage (depuis 1983)

L'association distribue également une Médaille d'honneur pour rendre hommage à certains artistes.

## Médaille du meilleur film

### Années 1940
- 1945 : Los últimos de Filipinas de Antonio Román
- 1946 : Un drama nuevo de Juan de Orduña
- 1947 : La princesa de los ursinos de Luis Lucia Mingarro
- 1948 : Poignard et Trahison de Juan de Orduña
- 1949 : La mies es mucha de José Luis Sáenz de Heredia

### Années 1950
- 1950 Agustina de Aragón de Juan de Orduña
- 1951 : Déracinés de José Antonio Nieves Conde
- 1952 : L'Emprise du destin de José Luis Sáenz de Heredia
- 1953 : Jeromín de Luis Lucia Mingarro
- 1954 : Sierra maldita de Antonio del Amo
- 1955 : Marcelin, pain et vin de Ladislas Vajda
- 1956 : Après-midi de taureaux de Ladislas Vajda
- 1957 : J'ai choisi l'enfer (...Y eligió el infierno) de César Fernández Ardavín
- 1958 : La vida por delante de Fernando Fernán Gómez
- 1959 : El lazarillo de Tormes de César Fernández Ardavín

### Années 1960
- 1960 : Le Prince enchaîné (es) (El príncipe encadenado) de Luis Lucia Mingarro
- 1961 : Plácido de Luis García Berlanga
- 1962 : Dulcinée (Dulcinea) de Vicente Escrivá
- 1963 : Los Tarantos de Francisco Rovira Beleta
- 1964 : La tía Tula de Miguel Picazo
- 1965 : Falstaff de Orson Welles
- 1966 : La chasse de Carlos Saura
- 1967 : Peppermint Frappé de Carlos Saura
- 1968 : Les Hommes de Las Vegas de Antonio Isasi-Isasmendi
- 1969 : El extraño viaje de Fernando Fernán Gómez

### Années 1970
- 1970 Tristana de Luis Buñuel
- 1971 : Des Espagnoles à Paris de Roberto Bodegas
- 1973 : L'esprit de la ruche de Víctor Erice
- 1974 : Hay que matar a B. de José Luis Borau
- 1975 : Furtivos de José Luis Borau
- 1976 : Le Désenchantement (El desencanto) de Jaime Chávarri
- 1977 : A un dios desconocido de Jaime Chávarri
- 1978 : La escopeta nacional de Luis García Berlanga

### Années 1980
- 1981 : Noces de sang de Carlos Saura
- 1982 : La ruche de Mario Camus
- 1983 : :Carmen de Carlos Saura
- 1984 : Les saints innocents de Mario Camus

### Années 1990
- 1990 : Innisfree de José Luis Guerín
- 1991 : Lettres d'Alou de Montxo Armendáriz
- 1992 : Le maître d'escrime de Pedro Olea
- 1993 : Sombras en una batalla de Mario Camus
- 1994 : Canción de cuna de José Luis Garci
- 1995 : Personne ne parlera de nous quand nous serons mortes de Agustín Díaz Yanes
- 1996 : Le dernier voyage de Robert Rylands de Gracia Querejeta
- 1997 : Secretos del corazón de Montxo Armendáriz
- 1998 : El abuelo de José Luis Garci
- 1999 : Solas de Benito Zambrano

### Années 2000
- 2000 : El Bola de Achero Mañas
- 2001 : En construction de José Luis Guerín
- 2002 : Les lundis au soleil de Fernando León de Aranoa
- 2003 : Ne dis rien de Icíar Bollaín
- 2004 : Héctor de Gracia Querejeta
- 2005 : The Secret Life of Words de Isabel Coixet
- 2006 : Volver de Pedro Almodóvar
- 2007 : Siete mesas de billar francés de Gracia Querejeta
- 2008 : Casual Day de Max Lemcke
- 2009 : Cellule 211 de Daniel Monzón

### Années 2010
- 2010 : Même la pluie d'Icíar Bollaín

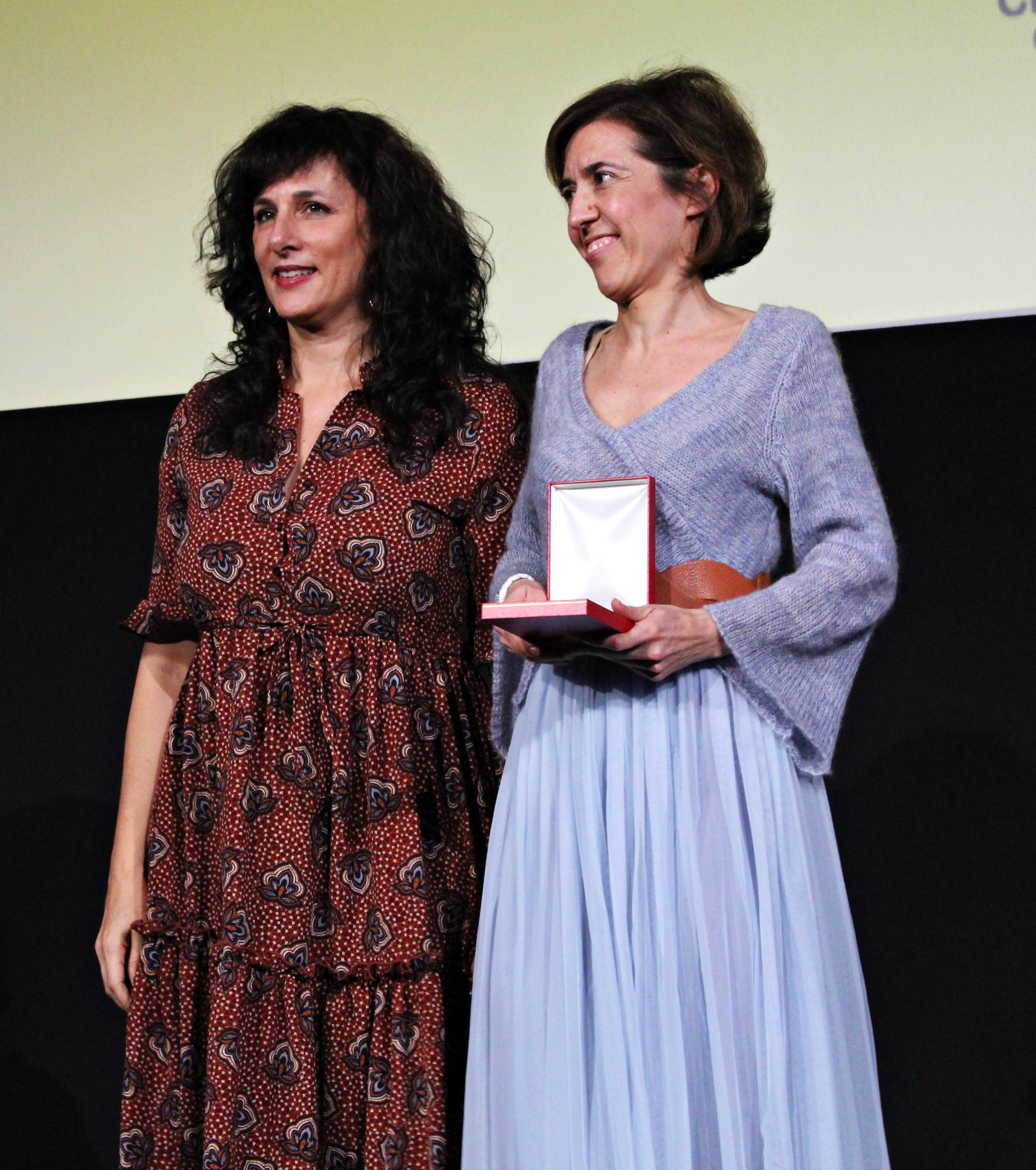
Les productrices Mariela Besuievsky et Mercedes Gamero recevant la médaille du meilleur film en 2018 pour El reino.

- 2011 : Pas de répit pour les salauds d'Enrique Urbizu
- 2012 : Blancanieves de Pablo Berger
- 2013 : Vivir es fácil con los ojos cerrados de David Trueba
- 2014 : La isla mínima d'Alberto Rodríguez
- 2015 : Truman de Cesc Gay
- 2016 : La Colère d'un homme patient de Raúl Arévalo
- 2017 : The Bookshop d'Isabel Coixet
- 2018 : El reino de Rodrigo Sorogoyen
- 2019 : Douleur et Gloire de Pedro Almodóvar

### Années 2020
- 2020 : Douleur et Gloire de Pedro Almodóvar
- 2021 : Le Mariage de Rosa d'Icíar Bollaín
- 2022 : El amor en su lugar (es) de Rodrigo Cortés
- 2023 : Le Cercle des neiges de Juan Antonio Bayona
- 2024 : La Infiltrada d'Arantxa Echevarría